# مقاطعة كوثر
مقاطعة كوثر (بالفارسية: شهرستان کوثر) هي إحدى مقاطعات في محافظة أردبيل في إيران. مركز مقاطعة الكوثر هو مدينة غيوي.
1. 1 2 3  "نتایج سرشماری جمعیت به تفکیک تقسیمات کشوری سال 1395" (بالفارسية).